# 埃尔德迪·伊姆赖
埃尔德迪·伊姆赖（匈牙利語：Erdődy Imre，1889年3月26日—1973年1月11日），匈牙利男子竞技体操运动员。他曾获得1912年夏季奥运会体操比赛男子团体全能银牌。他于1973年在布达佩斯去世。